# Baillaud (cráter)

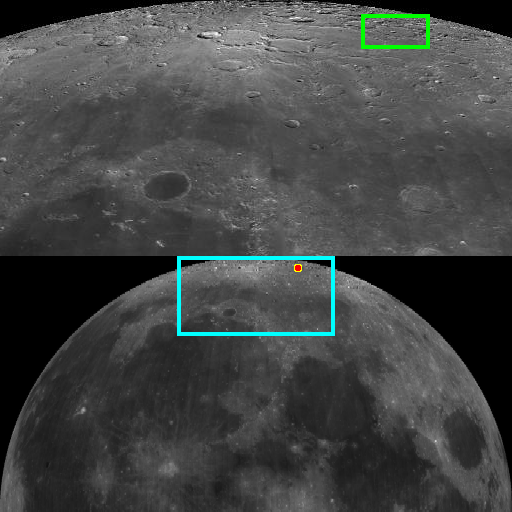
Localización de Baillaud

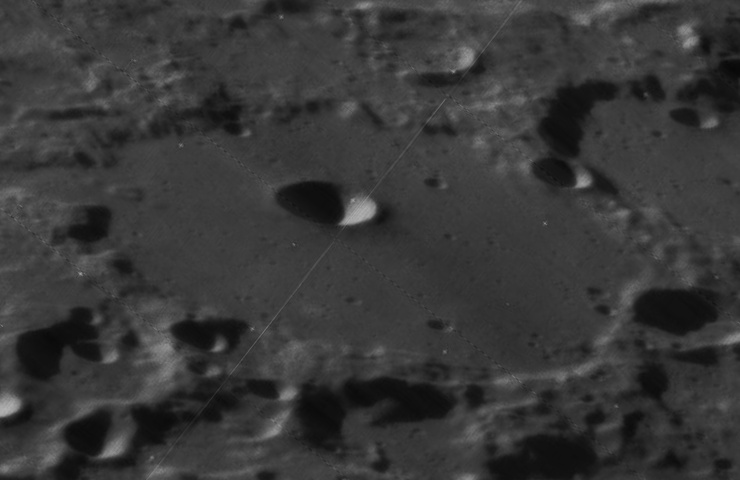
Fotografía de la misión Lunar Orbiter 4 (1967)

Baillaud es un cráter de impacto lunar que se encuentra cerca de la extremidad norte de la Luna. El borde del cráter se ha erosionado debido a una larga historia de impactos, dejando una cresta montañosa que rodea el interior. El cráter Euctemon y sus cráteres satélite invaden el contorno de Baillaud hacia el noreste y hacia el noroeste. En el extremo sur del cráter existe una brecha que conectó el flujo de lava con la superficie, inundando el lado sur.
El interior de Baillaud ha sido sumergido por antiguos flujos de lava, dejando una superficie plana que está marcada solamente por numerosos pequeños cráteres, con el cráter satélite Baillaud E en la mitad occidental. El interior del cráter carece de un pico central o de crestas significativos.

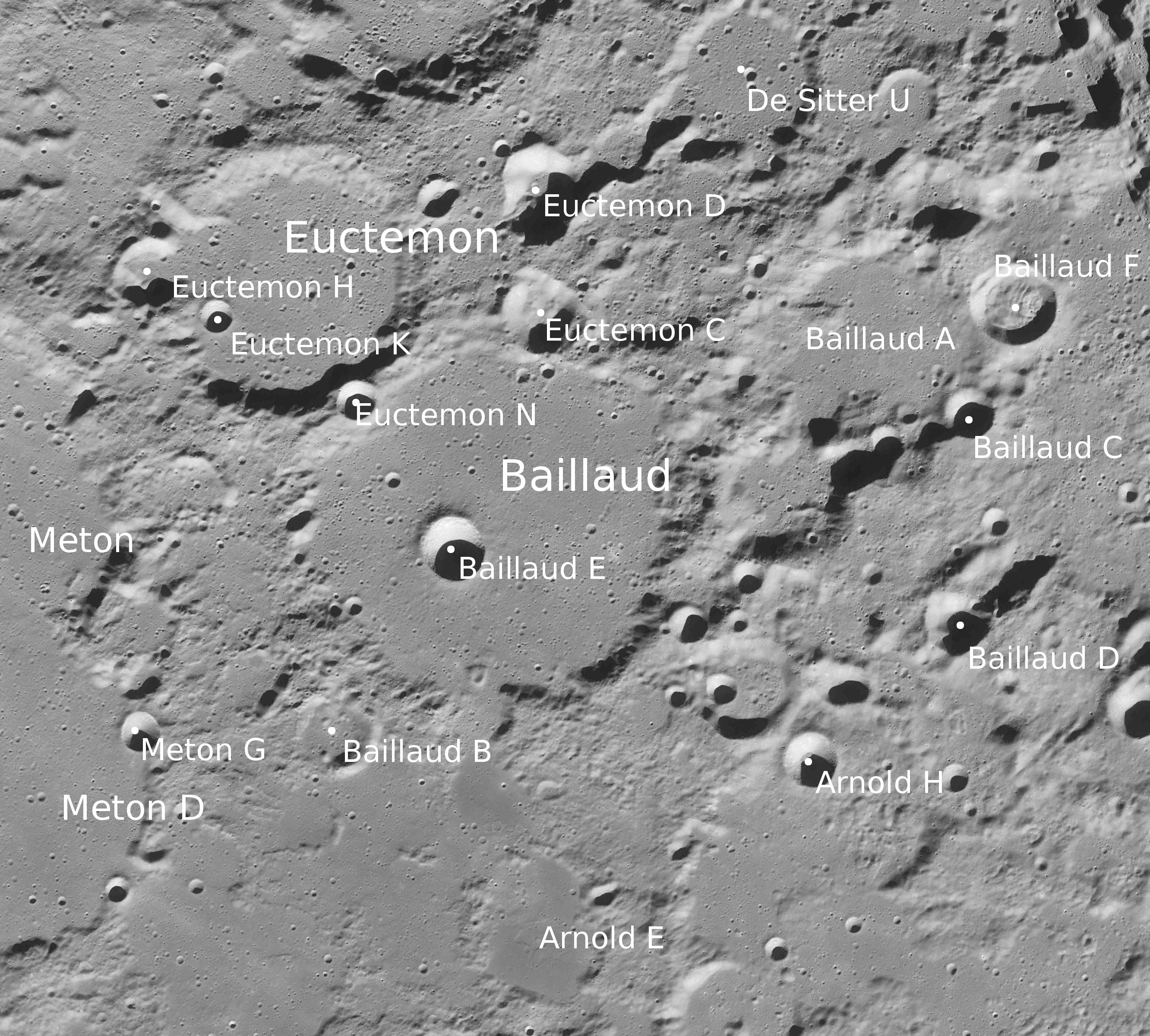
Fotografía de la misión Lunar Reconnaissance Orbiter

Entre los cráteres cercanos se incluyen la formación irregular Meton al suroeste, y Petermann más hacia el este. Debido a su ubicación, Baillaud se observa desde la Tierra con un perfil alargado debido a la perspectiva.

## Cráteres satélite
Por convención estos elementos son identificados en los mapas lunares poniendo la letra en el lado del punto medio del cráter que está más cerca de Baillaud.
|          | \| Baillaud \| Coordenadas \| Diámetro \| \| -------- \| ---------------------------- \| -------- \| \| A \| 75°42′N 48°48′E / 75.7, 48.8 \| 56 km \| \| B \| 73°00′N 33°18′E / 73.0, 33.3 \| 17 km \| \| C \| 75°00′N 51°24′E / 75.0, 51.4 \| 11 km \| \| D \| 73°36′N 49°42′E / 73.6, 49.7 \| 16 km \| \| E \| 74°18′N 36°00′E / 74.3, 36.0 \| 14 km \| \| F \| 75°42′N 53°42′E / 75.7, 53.7 \| 20 km \| |          |
| Baillaud | Coordenadas | Diámetro |
| A        | 75°42′N 48°48′E / 75.7, 48.8 | 56 km    |
| B        | 73°00′N 33°18′E / 73.0, 33.3 | 17 km    |
| C        | 75°00′N 51°24′E / 75.0, 51.4 | 11 km    |
| D        | 73°36′N 49°42′E / 73.6, 49.7 | 16 km    |
| E        | 74°18′N 36°00′E / 74.3, 36.0 | 14 km    |
| F        | 75°42′N 53°42′E / 75.7, 53.7 | 20 km    |